# Oleg Chorpiakow
Oleg Wiaczesławowicz Chorpiakow (ros. Олег Вячеславович Хорпяков; ur. 28 lutego 1977) – rosyjski zapaśnik walczący w stylu wolnym i judoka. Uniwersytecki wicemistrz świata w 1996 i trzeci w 1998. Pierwszy w Pucharze Świata w 2006; drugi w 2000 i 2002. Mistrz świata juniorów w 1994, trzeci na ME juniorów w 1995 roku.
Wicemistrz Rosji w 2000, a trzeci w 1999 i 2002 roku.
Zdobył siedem medali na mistrzostwach Rosji w judo, w latach 1999 - 2012.